# Stephalia bathyphysa
Stephalia bathyphysa är en nässeldjursart som först beskrevs av Ernst Haeckel 1888.  Stephalia bathyphysa ingår i släktet Stephalia och familjen Rhodaliidae. Inga underarter finns listade i Catalogue of Life.